# Toxopneustidae
Toxopneustidae é uma família de ouriços-do-mar globulares pertencentes à classe Echinoidea.

## Características
Todos os membros do agrupamento taxonómico Camarodonta apresentam tubérculos não perfurados e placas ambulacrárias compostas. Como características adicionais, os membros da família Toxopneustidae apresentam um peristoma, uma abertura através da testa, com bordos aguçados e entalhes bucais proeminentes. Os tubérculos não apresentam crenulações ou o anel de estruturas em forma de engrenagem que se articulam com os espinhos (radíolos) que está presente em muitas outras famílias. A lanterna de Aristóteles, o aparelho masticatório, apresenta dentes aguçados e epífises unidos acima do forámen magno, a abertura em forma de V entre as hemipirâmides que suportam os dentes da lanterna.

## Géneros
A família Toxopneustidae inclui os seguintes géneros:
- Goniopneustes Duncan, 1889
- Gymnechinus Mortensen, 1903b
- Lytechinus A. Agassiz, 1863
- Nudechinus H.L. Clark, 1912
- Oligophyma Pomel, 1869
- Pseudoboletia Troschel, 1869
- Schizechinus Pomel, 1869
- Scoliechinus Arnold & H.L. Clark, 1927
- Sphaerechinus Desor, 1856
- Toxopneustes L. Agassiz, 1841b
- Tripneustes L. Agassiz, 1841b [1]

A partir da base de dados do Catalogue of Life foi elaborado o seguinte cladograma:
| Toxopneustidae | \| \| Lytechinus \| \| \| \| \| \| Pseudoboletia \| \| \| \| \| \| Pseudocentrotus \| \| \| \| \| \| Sphaerechinus \| \| \| \| \| \| Tripneustes \| \| \| \| |
|                | \| \| Lytechinus \| \| \| \| \| \| Pseudoboletia \| \| \| \| \| \| Pseudocentrotus \| \| \| \| \| \| Sphaerechinus \| \| \| \| \| \| Tripneustes \| \| \| \| |
|                | Temnopleuridae |
|                | |
|                | Lytechinus |
|                | |
|                | Pseudoboletia |
|                | |
|                | Pseudocentrotus |
|                | |
|                | Sphaerechinus |
|                | |
|                | Tripneustes |
|                | |

|  | Lytechinus      |
|  |                 |
|  | Pseudoboletia   |
|  |                 |
|  | Pseudocentrotus |
|  |                 |
|  | Sphaerechinus   |
|  |                 |
|  | Tripneustes     |
|  |                 |

## Galeria

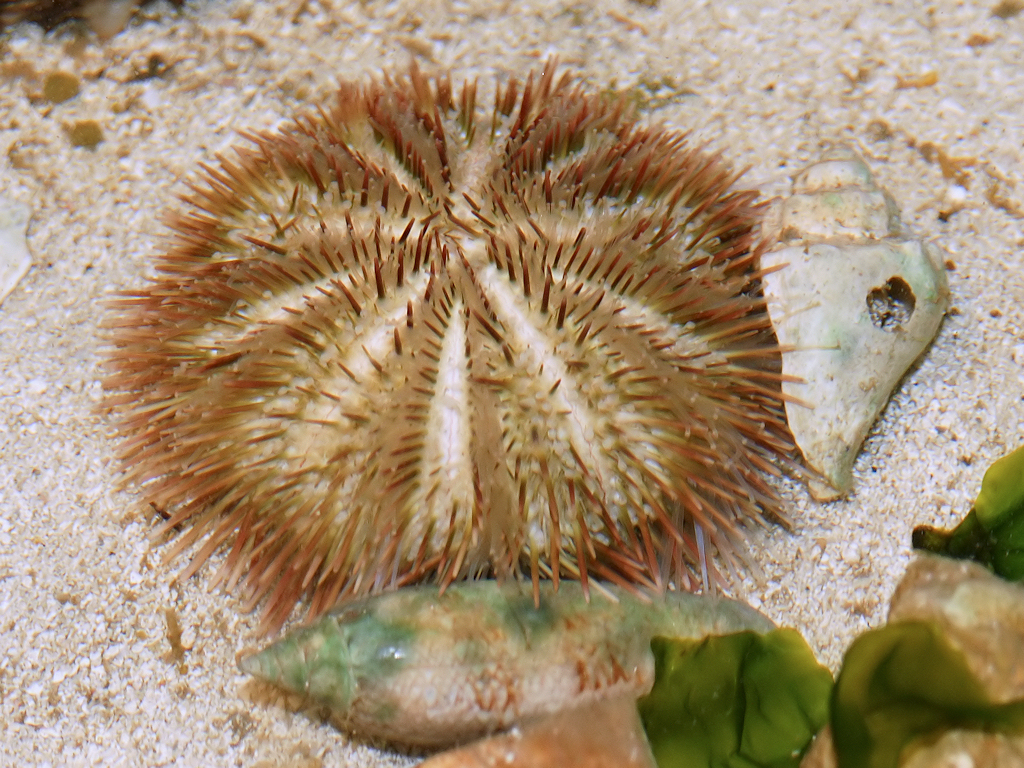
Lytechinus variegatus
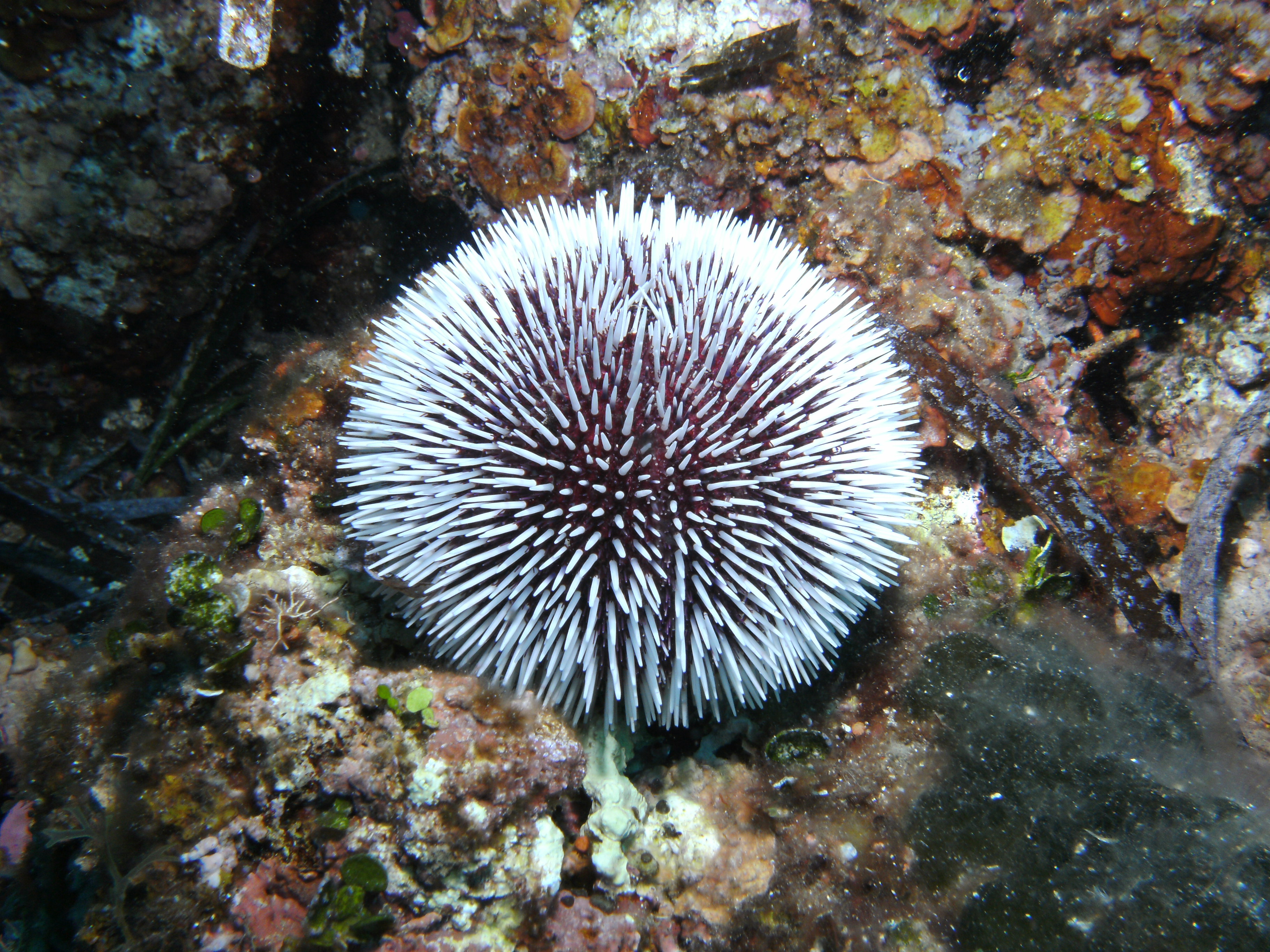
Sphaerechinus granularis
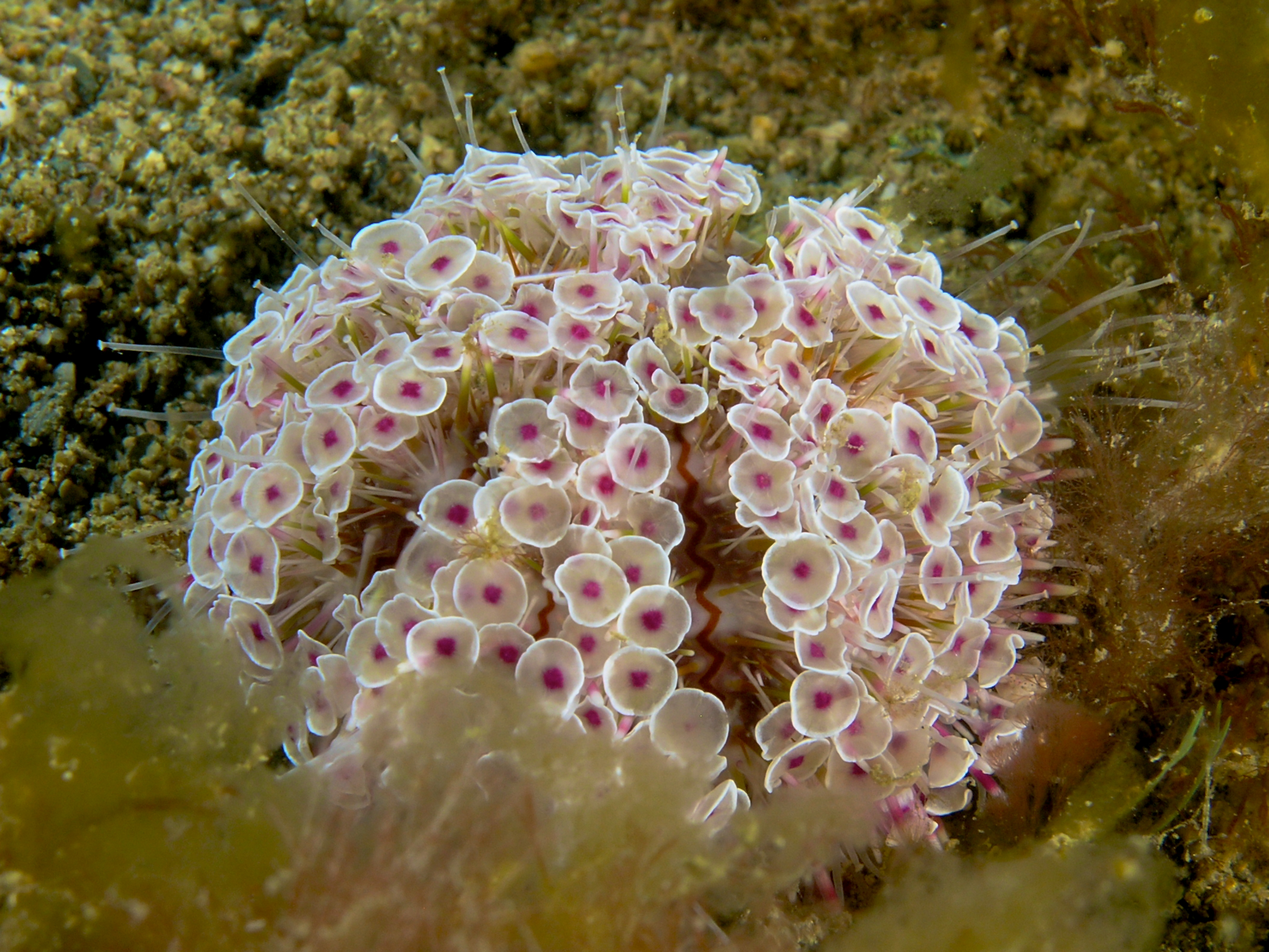
Toxopneustes pileolus
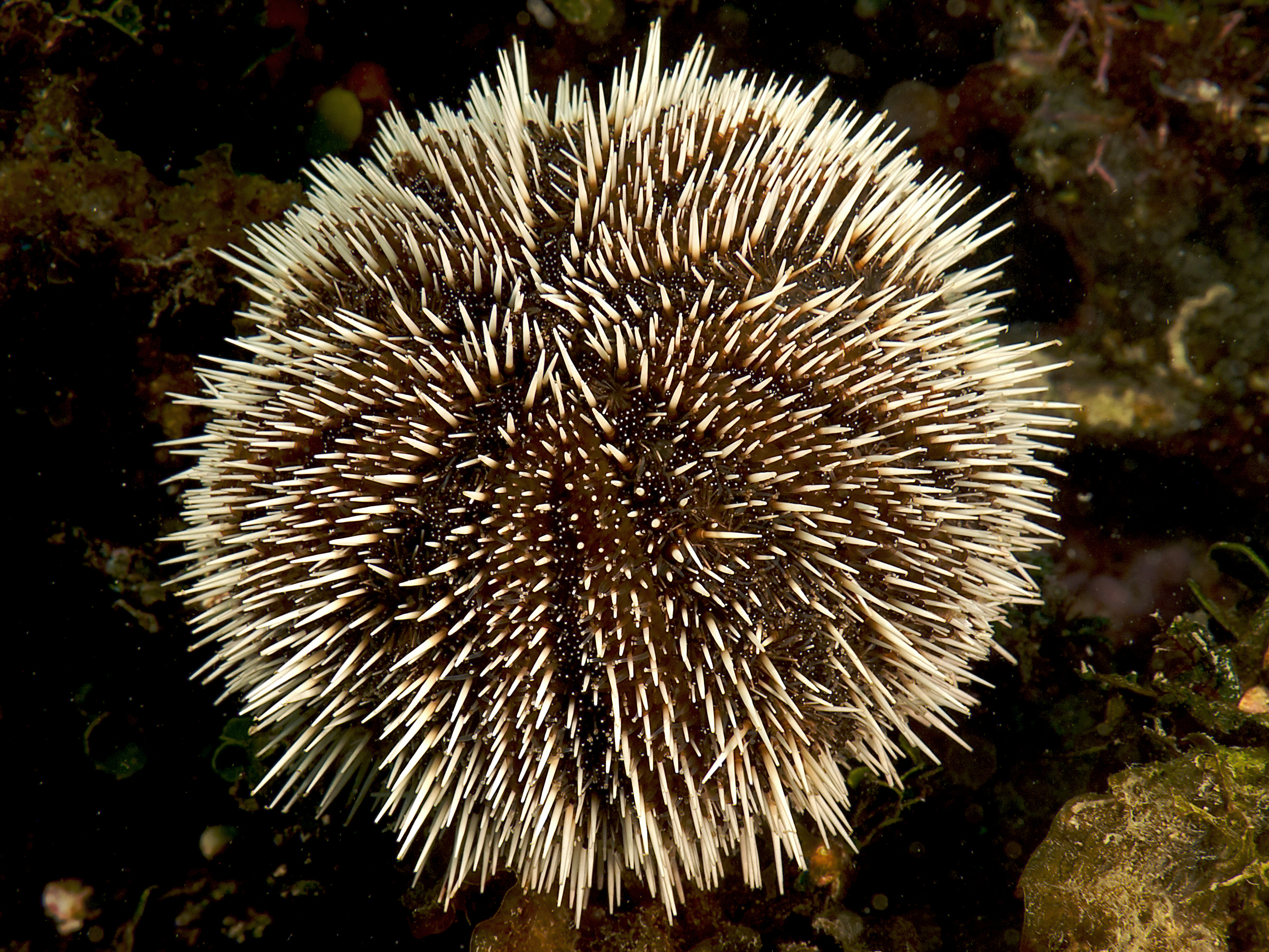
Tripneustes ventricosus